# NGC 5094
NGC 5094 (również PGC 46580) – galaktyka eliptyczna (E), znajdująca się w gwiazdozbiorze Panny. Odkrył ją William Herschel 27 marca 1786 roku.